# سلفاتوري سكيارينو
سلفاتوري سكيارينو (بالإيطالية: Salvatore Sciarrino) من مواليد 4 أبريل 1947 في باليرمو في صقلية في إيطاليا. هو ملحن إيطالي في الموسيقى الكلاسيكية المعاصرة. يوصف بأنه "الملحن الإيطالي الأكثر شهرة وأداءً" في يومنا هذا.

## روابط خارجية
- سلفاتوري سكيارينو على موقع مونزينجر (الألمانية)
- سلفاتوري سكيارينو على موقع ميوزك برينز (الإنجليزية)
- سلفاتوري سكيارينو على موقع أول ميوزيك (الإنجليزية)
- سلفاتوري سكيارينو على موقع ديسكوغز (الإنجليزية)
- سلفاتوري سكيارينو على موقع ديسكوغز (الإنجليزية)